# Прудников, Владимир Антонович
Владимир Антонович Прудников — советский хозяйственный, государственный и политический деятель.

## Биография
Родился в 1927 году в деревне Яново. Член КПСС.
Выпускник Московского энергетического института. С 1951 года — на хозяйственной, общественной и политической работе. В 1951—1978 гг. — мастер, заместитель начальника цеха, главный инженер завода п/я 211, директор Кировского машиностроительного завода имени XX съезда КПСС.
Избирался депутатом Верховного Совета РСФСР 9-го созыва.
Умер в Кирове в 1978 году.